# TIM San Marino
TIM San Marino S.p.A. (anciennement Intelcom S.p.A., puis Telecom Italia San Marino S.p.A.) est une société de télécommunications saint-marinaise, filiale de TIM S.p.A.,, principalement axée sur les services VoIP et d'autres services de téléphonie principalement destinés aux populations ethniques et immigrées.
Il offre également des services de téléphonie fixe et mobile, un accès Internet et est également le registre officiel des noms de domaine pour .sm, le domaine de premier niveau de Saint-Marin.

## Services
Telecom Italia San Marino propose les types de services de télécommunications suivants:
- Services destinés aux particuliers et aux entreprises principalement destinés à la République de Saint-Marin
- Services de plate-forme
- Services de centre de données Internet
- Autorité d'enregistrement de domaine de premier niveau (.sm)

## Histoire du logo

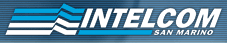
1992-2005
2005-2017
Depuis 2017